# Schieten (Solingen)
Die Ortslage Schieten im Solinger Stadtbezirk Gräfrath geht auf eine alte Ortsbezeichnung zurück.

## Lage und Beschreibung
Schieten befindet sich nordöstlich des Ortskerns von Gräfrath nahe der Stadtgrenze zu Wuppertal-Vohwinkel. Der Ort liegt auf einem Höhenzug, der nach Osten zur Wupper hin abfällt, und dessen höchste Punkt sich südöstlich von Schieten am Gräfrather Lichtturm befindet. Diese Stelle gilt mit 276 m ü. NHN zudem als höchste Erhebung im Solinger Stadtgebiet. Die zu Schieten gehörenden Gebäude befinden sich an der nach dem Ort benannten Straße Schieten, die von der westlich gelegenen Lützowstraße abzweigt. Am Nordrand des Ortes befindet sich das zum Staatsforst Burgholz gehörende Waldgebiet Klosterbusch. Durch das Waldgebiet fließt in einem kleinen Kerbtal der Steinbach, der im Osten in die Wupper mündet. Seine Umgebung ist als Naturschutzgebiet Steinbachtal mit Teufelsklippen ausgewiesen.
Benachbarte Ortslagen sind bzw. waren Steinbeck, Steinsiepen, Flockertsholz, Flockertsberg, Oben zum Holz sowie Grünewald mit dem Haus Grünewald. Auf dem Gemeindegebiet von Wuppertal befinden sich die Ortslagen Roßkamp, Boltenheide und Schieten (Wuppertal) in unmittelbarer Nähe.

## Etymologie
Die Herkunft des Ortsnamens ist nicht genau bekannt. Wahrscheinlich ist der Name jedoch auf ‚scheiden‘, ‚Scheide‘ = Grenze zurückzuführen. Neben der Gemarkungsgrenze kann auch eine Wasserscheide gemeint sein.

## Geschichte
In dem Kartenwerk Topographia Ducatus Montani, Blatt Amt Solingen, von Erich Philipp Ploennies aus dem Jahre 1715 ist der Ort mit einer Hofstelle verzeichnet und als Schieten benannt (das weiter nördliche liegende, auf dem heutigen Gebiet Wuppertals ist von Ploennies als a. Scheidt beschriftet). Schieten wurde in den Ortsregistern der Honschaft Ketzberg innerhalb des Amtes Solingen geführt. Die Topographische Aufnahme der Rheinlande von 1824 verzeichnet den Ort als a. Scheit und die Preußische Uraufnahme von 1844 als Schieten. In der Topographischen Karte des Regierungsbezirks Düsseldorf von 1871 ist der Ort als Schieten verzeichnet.
Nach Gründung der Mairien und späteren Bürgermeistereien Anfang des 19. Jahrhunderts gehörte Heide zur Bürgermeisterei Gräfrath. 1815/16 lebten 76 Einwohner im Ort. 1830  lebten im Ort 90 Menschen. 1832 war der Ort weiterhin Teil der Honschaft (Ketz-)Berg innerhalb der Bürgermeisterei Gräfrath.  Der nach der Statistik und Topographie des Regierungsbezirks Düsseldorf als Hofstadt kategorisierte Ort besaß zu dieser Zeit zehn Wohnhäuser, eine Fabrik bzw. Mühle und acht landwirtschaftliche Gebäude. Zu dieser Zeit lebten 98 Einwohner im Ort, allesamt evangelischen Bekenntnisses. Die Gemeinde- und Gutbezirksstatistik der Rheinprovinz führt den Ort 1871 mit 14 Wohnhäusern und 97 Einwohnern auf. Im Gemeindelexikon für die Provinz Rheinland von 1888 werden für den zu der Zeit Schiete genannten Ort elf Wohnhäuser mit 71 Einwohnern angegeben.:S. 98 1895 besitzt der Ortsteil 13 Wohnhäuser mit 81 Einwohnern, 1905 werden zwölf Wohnhäuser und 72 Einwohner angegeben.

Die Häuser Schieten 7 und Schieten 8 sind seit 1984 als Baudenkmal geschützt.

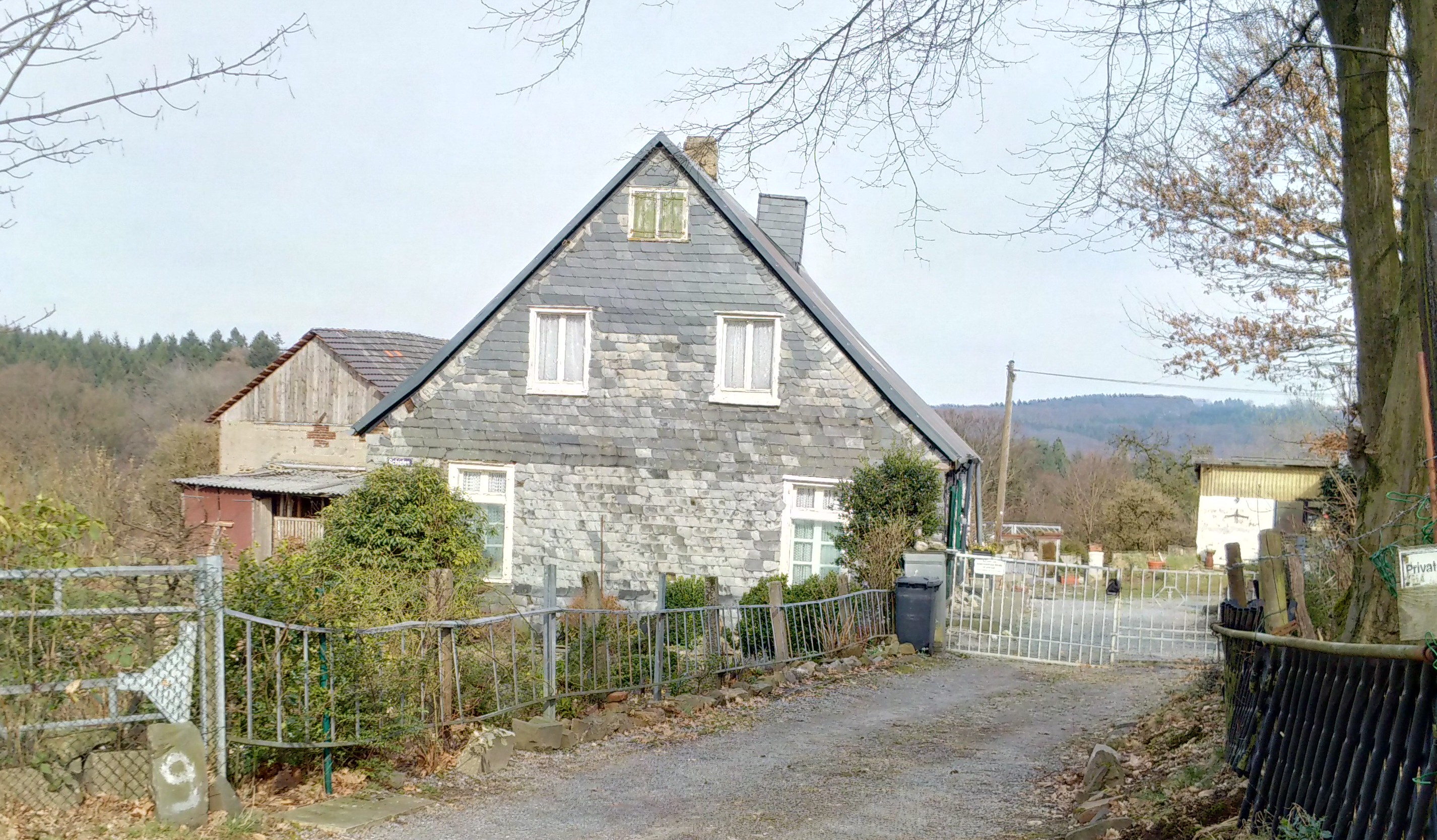
Wohnhaus in Schieten
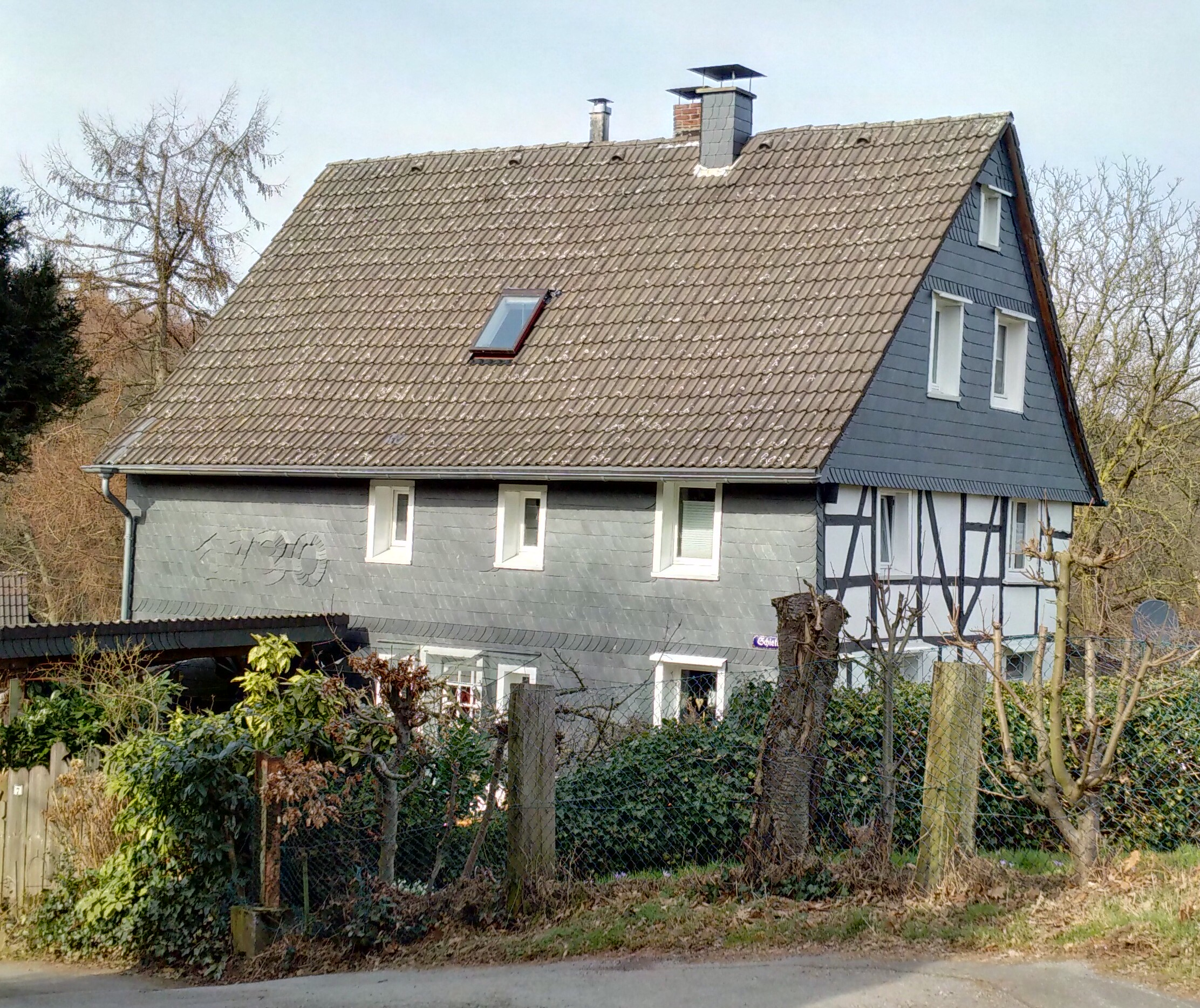
Baudenkmal Schieten 7, 8